# Musikwissenschaft
Musikwissenschaft, auch Musikologie („Musiklehre“), ist eine Wissenschaft, die sich mit allen Aspekten der Musik und des Musizierens befasst. Sie betrachtet die Musik aus der Sicht aller relevanten Disziplinen; dazu gehören kultur-, sozial-, struktur- und naturwissenschaftliche Ansätze.
Gegenstand der Musikwissenschaft sind dabei sämtliche Ausprägungen von Musik, ihre Theorie, ihre Produktion und Rezeption, ihre Funktionen und Wirkungen sowie ihre Erscheinungsweisen vom akustischen Ausgangsmaterial bis zum komplexen musikalischen Einzelwerk.
Wissenschaftler auf dem Gebiet der Musikwissenschaft werden Musikwissenschaftler oder Musikwissenschafter genannt.

## Teildisziplinen

Guido Adler (1855–1941), ein österreichischer Musikwissenschaftler, der das Fach Musikwissenschaft systematisch durchdachte und die Wiener Musikwissenschaft begründete

Die Musikwissenschaft erfuhr nach 1945 eine Ausdifferenzierung, die eine Gliederung in Teildisziplinen notwendig machte. Glen Haydon (1896–1966) und Friedrich Blume (1893–1975) befürworteten eine Dreigliederung:
1. Historische Musikwissenschaft, auch Musikgeschichte;
2. Systematische Musikwissenschaft;
3. Musikethnologie, auch Ethnomusikologie, heute vorzugsweise Vergleichende Musikwissenschaft genannt.

Diese Dreigliederung löste die von Guido Adler (1855–1941) geprägte Zweiteilung in Historische und Systematische Musikwissenschaft ab. Musikethnologie zählte Adler zum Bereich der Systematischen Musikwissenschaft. Weitere Einteilungen waren die fünfgliedrige Einteilung (Historische, Systematische, Musikethnologische, Musiksoziologische und Angewandte Musikwissenschaft) von Hans-Heinz Dräger (1909–1968) sowie die viergliedrige Einteilung (Systematische Musikwissenschaft, Musikgeschichte, Musikalische Volks- und Völkerkunde sowie Landes- und Gesellschaftskundliche Musikforschung) von Walter Wiora (1907–1997).

### Historische Musikwissenschaft
Der Gegenstandsbereich der historischen Musikwissenschaft ist Musik und Geschichte. Man verwendet die Quellenforschung, Notenkunde und Notentextanalyse, um Sachverhalte der Vergangenheit aufzudecken. Die historische Musikwissenschaft will Quellen verfügbar machen, durch Musikphilologie erschließen, durch hermeneutische Prozesse verstehen und sie interpretieren.
Erst seit den 1960er Jahren wendet man sich der Musik des 20. Jahrhunderts zu. Vor allem die Geschichte der Europäischen Musik (Kunstmusik) hat sie zum Inhalt. Sie hat verschiedene Teilgebiete:
- Die Musikphilologie beschäftigt sich mit Quellenforschung, Textkritik und wissenschaftlicher Edition von Musik. Musikphilologische Methoden schließen zunehmend digitale Methoden ein, vor allem in Bezug auf Modellierung und Musikkodierung sowie auf die Datenvisualisierung. Hauptgegenstand der Musikphilologie ist seit ihrer Begründung im 19. Jahrhundert die notenschriftliche Überlieferung. Analoge und digitale Klangdokumente, aber auch beispielsweise Klavierrollen geraten zunehmend in den Blick der Musikphilologie als Grundlagenforschung.
- Die Instrumentenkunde behandelt unter historischen Aspekten Bau, Akustik, Klang, Verwendung und Spielweise von Musikinstrumenten. Sie unternimmt Versuche zur Klassifikation der Musikinstrumente und liefert Hinweise zur Aufführungspraxis.
- Die Ikonografie wertet musikbezogene Bilddarstellungen als Quellen aus, um Erkenntnisse über Musikausübung und -anschauung, Instrumente, über Personen und soziale Zusammenhänge zu gewinnen.
- Die Aufführungspraxis versucht, die jeweilige Realisierung von Notentexten im räumlich-akustischen, klanglichen, besetzungs- und spieltechnischen Kontext zu erschließen. Sie schafft die Grundlagen für die historische Aufführungspraxis, die eine werk- oder epochengetreue Wiedergabe anstrebt.
- Die Interpretationsforschung fragt nach den Prozessen des Vermittelns und Deutens musikalischer Werke, sowohl in sprachlicher (hermeneutischer) als auch musikalischer (performativer) Form.
- Die Notationskunde erforscht die Aufzeichnung von Musik, wobei im Zentrum ihres Interesses die Übertragung von Werken in eine zeitgenössische Notationsform steht.
- Die Quellenkunde erschließt mit Hilfe philologischer, ikonografischer und diplomatischer Verfahren Primär- und Sekundärquellen zur Musikgeschichte.
- Die Biografik, im 19. Jahrhundert eines der hauptsächlichen Forschungsfelder in den Kulturwissenschaften, beschreibt das Leben von Personen, deren Schaffen bedeutsam für die Musikgeschichte ist.
- Die Satzkunde analysiert musikalische Strukturmerkmale wie z. B. Harmonik, Rhythmik, Kontrapunkt, Form oder Melodik. Ihre kompositionsgeschichtliche Forschung ergibt Aussagen über die geschichtliche Entwicklung der Musiktheorie.
- Die Terminologie deutet und definiert Fachbegriffe, die der Beschreibung von Musik und der Kommunikation über sie dienen. Sie zielt auf die sachliche Klärung und trägt zur allgemeinen Verständigung über Fragen der Musik bei.
- Die Stilkunde untersucht analog zu anderen Kulturwissenschaften Merkmale von Musik, die über einzelne Werke hinaus Gültigkeit besitzen, um epochen- und genrespezifische Eigenheiten herauszuarbeiten bzw. einen Personal-, Gruppen-, Gattungs-, Regional- oder Nationalstil zu charakterisieren.

Wichtige Hilfsdisziplinen sind:
- Altertumskunde und Frühgeschichte
- Musikarchäologie

### Systematische Musikwissenschaft
Aus dem ursprünglichen Konzept von Adler (1885) (Stichwort: „Gesetzesmäßigkeiten“) sowie der heutigen internationalen Wissenschaftspraxis geht hervor, dass Gegenstand der systematischen Musikwissenschaft nicht in erster Linie spezifische Erscheinungsformen der Musik wie Stücke, Werke, Aufführungen, Traditionen, Gattungen, Komponisten, Stile, Perioden usw., sondern eher die Musik an sich und musikalische Phänomene im Allgemeinen sind. Um abstrakte, allgemeine Aussagen über Musik zu ermöglichen ist eine „systematische“ Vorgehensweise nötig (Beispiele: Erkenntnistheorie, Logik, Klassifikation, Messung, Empirik, statistische Analyse, Modellierung, Vorhersage). Die Systematische Musikwissenschaft ist in folgende Einzeldisziplinen gegliedert:
- Die musikalische Akustik untersucht die physikalischen Grundlagen des Schalls, der von Klangerzeugern ausgehend und unter raumakustischen Bedingungen unterschiedlich wahrgenommen wird.
- Die Musikphysiologie beschäftigt sich einerseits als Stimm- und Gehörphysiologie mit den physiologischen Gegebenheiten von Bau und Funktion des menschlichen Stimm- bzw. Hörapparates (Ohr, Hörnerv, Cortex), andererseits untersucht sie als Physiologie des Instrumentalspiels Muskelaufbau und Motorik bei der musikalischen Tätigkeit sowie die psychophysiologischen Vorgänge beim Musizieren. Ihre Ergebnisse fließen gleichermaßen in Musiktherapie wie in musikpädagogische Lehre ein.
- Die Ton- oder Hörpsychologie befasst sich als eigenständiges Teilgebiet der allgemeinen Musikpsychologie mit psychologischen Vorgängen der auditiven Wahrnehmung, psychoakustischen Erscheinungen und den Bedingungen, unter denen Reize aufgenommen, verarbeitet und beantwortet werden.
- Die Musikpsychologie beschäftigt sich mit den Grundlagen, Bedingungen und Folgen der Musikwahrnehmung in gestalt- und in kognitionspsychologischer Hinsicht. Sie untersucht sowohl Reaktionen auf elementare Parameter (Tonhöhe, Lautstärke usw.) als auch komplexe Erscheinungen wie Musikalität und die daraus entstehenden Folgen für die Musikwahrnehmung. Dazu bedient sie sich u. a. statistischer und informatischer Arbeitstechniken.
- Die Musiktherapie untersucht die Möglichkeiten der Nutzung der Musik zur Verbesserung der Gesundheit und zur Heilung von Krankheiten.
- Die Musiksoziologie untersucht mit Hilfe soziologischer Methoden die Beziehungen zwischen Musik und Gesellschaft sowie den in ihr vorhandenen Institutionen, um kausale Zusammenhänge der wechselseitigen Beeinflussung zu erkennen. Gegenstände dieser Teildisziplin sind das musikalische Schaffen und seine Rezeption, die mit den Mitteln der Sozialwissenschaft analysiert werden. Die häufige Überschneidung mit anderen Wissenschaften ergibt eine Verflechtung zu anderen Teildisziplinen, z. B. zur Musikpsychologie bei sozialpsychologischen Fragestellungen oder zur Ethnosoziologie bei Gegenständen außerhalb des westlich-europäischen Kulturraums.
- Die Musikphilosophie als Element der Systematik und bestimmend für ihre geisteswissenschaftliche Ausrichtung untersucht die Frage nach dem Wesen der Musik. Neben ontologischen und ästhetischen Aspekten der anderen musikwissenschaftlichen Teilbereiche reflektiert sie Form, Sinn, Bedeutung und kommunikative Strukturen der Musik zunehmend mit semiotischen Mitteln.
- Die Musikästhetik beschäftigt sich mit den Grundlagen der sinnlichen Erkenntnis der Musik, des Schönen in der Musik sowie dem Verstehen und Bewerten von Musik vor dem Hintergrund ihres jeweiligen historischen Kontextes. Ursprünglich ein Teilgebiet der Philosophie, etablierte sich die Musikästhetik mit Theodor W. Adorno auch als Teilgebiet auch innerhalb der Musikwissenschaft.

Allerdings ist diese Untergliederung der Systematischen Musikwissenschaft umstritten: Roland Eberlein und andere verstehen die musikalische Akustik, die Musikphysiologie, die Hörpsychologie, die Musikpsychologie und die Musiksoziologie nicht als Teildisziplinen der Systematischen Musikwissenschaft, sondern als Teile der Physiologie, der Akustik, Psychologie und Soziologie, welche von der Systematischen Musikwissenschaft rezipiert und mit Erkenntnissen der Historischen Musikwissenschaft oder Musikethnologie in Verbindung gebracht werden, um Theorien erstellen zu können, mit denen Aspekte von Musik erklärt werden können. Da dafür die Systeme beschrieben werden müssen, welche die jeweilige Musik hervorbringen, schlug Jobst Fricke vor, den möglicherweise missverständlichen Namen „Systematische Musikwissenschaft“ in „Systemische Musikwissenschaft“ zu ändern.

### Kognitive Musikwissenschaft
Für eine Systematische Musikwissenschaft, die mit dem Forschungsansatz der Kognitionswissenschaft nach einer Theorie der Musik sucht, gebraucht im deutschsprachigen Raum Uwe Seifert die Bezeichnung „Kognitive Musikwissenschaft“. Bei diesem Ansatz steht die Erforschung der neurologischen und neurovegetativen Wirkungen von Musik im Mittelpunkt. Die Kognitive Musikwissenschaft stützt sich in weit höherem Maß als die Musikpsychologie auf Methoden der Neurobiologie, Kognitions- und Computerwissenschaften.

### Musikethnologie, Ethnomusikologie und Vergleichende Musikwissenschaft
Seit Jaap Kunst 1950 das englische Wort ethnomusicology einführte, wurden im Deutschen die Begriffe Musikethnologie oder Ethnomusikologie neben der Bezeichnung Vergleichenden Musikwissenschaft angewandt. Das Fachgebiet beschäftigt sich mit Musik außerhalb der westlichen Kunstmusik.
Übrig bleibt die europäische Volksmusik, die Musik der außereuropäischen Naturvölker und die Musikkulturen, die nicht vom europäischen Abendland abhängig sind, wie zum Beispiel die asiatische Kultur.
Historische und systematische Aspekte sind hier streng mit eingegliedert. Die Abkapslung des dritten Zweiges ist jedoch wichtig, da hier die verschiedenen Kulturen verschiedene Anforderungen stellen. So gibt es nicht in jeder Kultur den Begriff der „Musik“. Und wo fängt für die Wissenschaft „Musik“ überhaupt an? Oft bringt hier nur die Feldforschung die Wissenschaft voran, wo das tägliche Leben der Menschen in möglichst unveränderter Form beobachtet wird. Die wichtigsten Forschungsbereiche sind:
- Musik im Kontext von Urbanität
- Musik im Kontext von Migration
- Musik im alltagsfunktionalen Kontext (Liturgie, Tanzmusik, Filmmusik, Musik und Werbung usw.)
- Instrumentenkunde
- Musik und Religion
- Rock- und Popmusik sowie Jazz und ihre Subsysteme
- Jugendsubkulturen
- Ikonografie im Hinblick auf sonische Ausdrucksformen
- Ethnomethodologie und als Ableitung aus dieser Methodik ethnomethodologische Musikpädagogik, die mit den Methoden der quantitativen und qualitativen Sozialforschung arbeitet

### Populäre Musik
Die populäre Musik wird von der Popularmusikforschung behandelt. Während sie früher eher der Musikethnologie zugerechnet wurde, ist sie heute entweder eigenständig oder Teil der Systematischen Musikwissenschaft.

## Geschichte der Musikwissenschaft

### Musikalische Wissenschaften bis zur Aufklärung

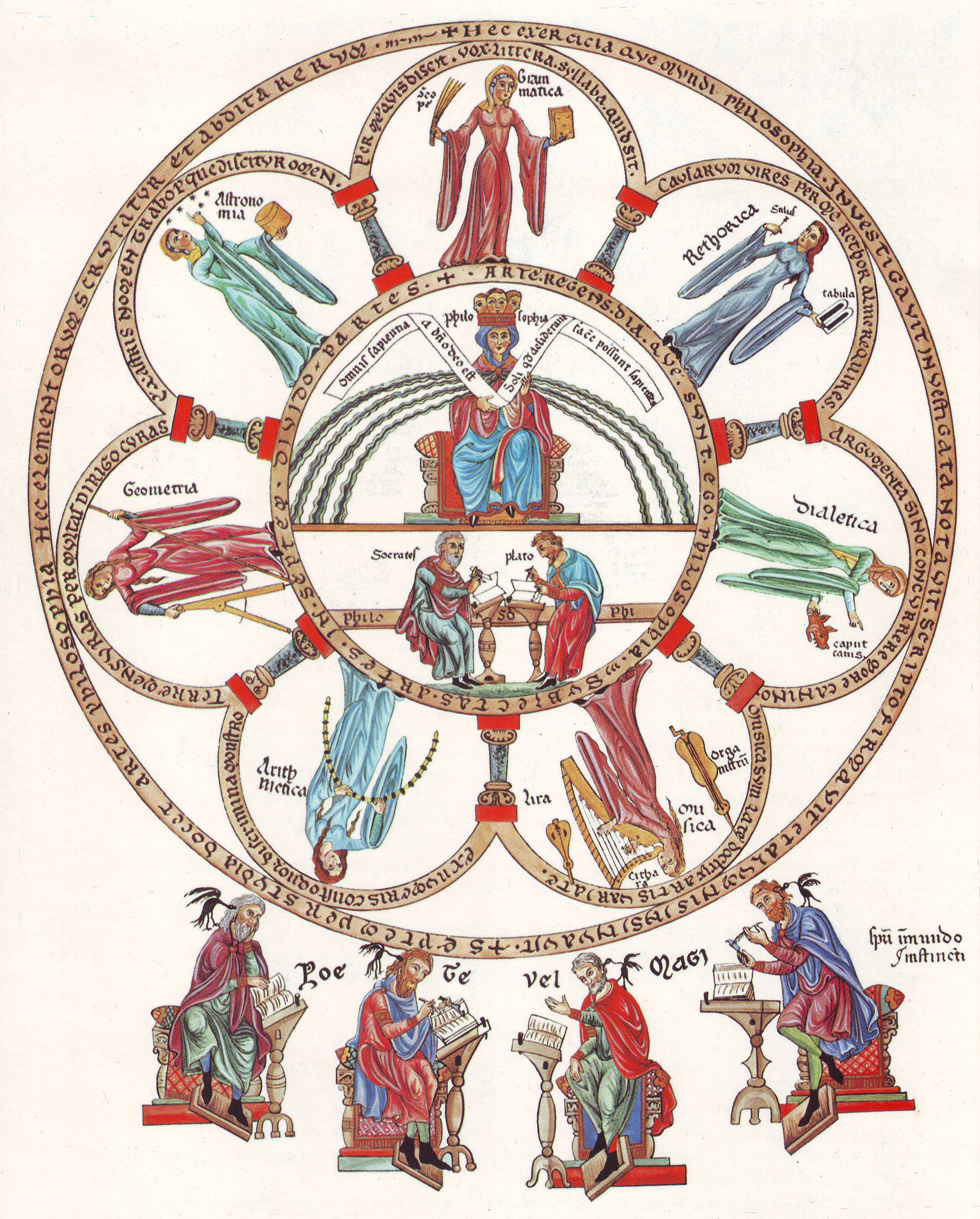
„Die Philosophie thront inmitten der sieben freien Künste“; die Musik ist im Kreis der Künste rechts unten lokalisiert, symbolisiert durch eine Harfenistin an der Kithara, flankiert durch Leier und Organistrum. Darstellung im Hortus Deliciarum der Herrad von Landsberg (um 1180).

Der in der hellenistischen Antike entwickelte Lehrplan basierte auf den beiden Säulen Musiké und Gymnastik, welche die Bildung des Geistes und des Körpers vermitteln sollten. Deshalb nahm das Unterrichtsfach Musiké, das sich spätestens seit Platon auch mit mathematisch-musikwissenschaftlichen Fragen befasste, in seiner ursprünglichen und weit gefassten Bedeutung einen bevorzugen Platz im antiken Bildungswesen ein. Auch die aus dieser Tradition hervorgegangene ars musica wandte sich Themenfeldern zu, die heute den Fächern Musikwissenschaft bzw. einem speziellen Forschungszweig der Musiktheorie zugeordnet werden. In der mittelalterlich-universitären Ausbildung wurde der ars musica – als einer der vier mathematischen Künste (Quadrivium) der septem artes liberales – jedoch lediglich der Platz eines propädeutischen Faches der Philosophie zugewiesen. Letztere galt wiederum seit dem Mittelalter als ancilla theologiae und nahm als untere Fakultät gegenüber der höchsten Theologischen Fakultät nur eine dienende Funktion im christlich-abendländischen Bildungswesen ein. Das blieb nicht ohne Folgen für die ars musica, die sich gegenüber der Theologie mit einschlägigen Bibelzitaten hinsichtlich ihrer geistesgeschichtlichen Relevanz zu rechtfertigen versuchte.
Eine endgültige Emanzipation der Philosophischen gegenüber den Theologischen Fakultäten fand erst in der Epoche der Aufklärung ab etwa 1740 statt, wobei die Musik inzwischen aus dem Kanon der universitären Ausbildung herausgefallen war.

### Deutschland im 18. Jahrhundert
Lorenz Christoph Mizlers Correspondierende Societät der musicalischen Wissenschaften (1738–1761) gilt als erste musikwissenschaftliche Gesellschaft. Mizler war mit seinen von 1736 bis 1742 gehaltenen Vorlesungen an der Leipziger Universität der erste Hochschullehrer, der nach dem Verfall der ars-musica-Tradition das Fach Musikwissenschaft gemäß einem von ihm vorgelegten Lehrplan an einer Universität unterrichtete. Es war seine erklärte Absicht, „die musikalischen Wissenschaften, so wohl was die Historie anbelanget, als auch was aus der Weltweisheit, Mathematik, Redekunst und Poesie dazu gehöret, so viel als möglich ist, in vollkommenen Stand zu setzen.“ In der Folgezeit knüpfte die jetzt wieder an den Philosophischen Fakultäten betriebene Musikwissenschaft nicht mehr an der edlen Music-Kunst Würde (Werckmeister 1691) des antiken Musikbegriffs an, sondern wandte sich vornehmlich anderen Aufgabenfeldern zu.

### Zeit der Weimarer Republik
Als universitäre Disziplin sah sich die Musikwissenschaft in der Zeit der Weimarer Republik zunehmend in die Ecke gedrängt. Sie wurde konfrontiert mit Vorwürfen des „Elitarismus“ und eines „Elfenbeinturm-Daseins“.
Darüber hinaus musste sie ihre Nützlichkeit für die Gesellschaft unter Beweis stellen und eine „aktivere Rolle in der Gesellschaft spielen.“ Besonders die Doppelerfahrung zahlreicher Musikwissenschaftler als Akademiker im Hochschulbetrieb als auch Praktiker im Bereich der Musik bzw. der Musikerziehung, war für diese Legitimation von besonderer Bedeutung und ermöglichte auf lange Sicht in einigen Fällen einen nahtlosen Übergang in das nationalsozialistische System.
Die Musikwissenschaft war 1918 zu Beginn der Weimarer Republik eine relativ junge akademische Disziplin, jedoch waren es die Vorarbeiten von namhaften Musikwissenschaftlern der ersten Generation wie z. B. Hermann Kretzschmar, Guido Adler, Erich von Hornbostel, Curt Sachs und vielen anderen, die Pionierarbeit auf den Gebieten der Historischen, Systematischen und Vergleichenden Musikwissenschaft leisteten. So hatten „deutsche und österreichische Wissenschaftler in Forschung und Methodologie bahnbrechend gewirkt.“ Die sogenannten „Denkmäler deutscher Tonkunst“ galten in der Spätphase der wilhelminischen Epoche als Prestigeprojekt, um einerseits den Wert der deutschen Musik zu belegen und gleichzeitig die Musikwissenschaft als akademisches Fach zu legitimieren und deren Nützlichkeit für die Bevölkerung unter Beweis zu stellen. Als „‚Erzieher‘ hatten sie die Aufgabe, das deutsche Volk über sein musikalisches Erbe und seine musikalische Stärke aufzuklären.“ Trotz all dieser Bemühungen konnte die Musikwissenschaft während der Weimarer Republik nie eine bedeutsame kulturpolitische Position einnehmen.

### Nationalsozialismus
→ Siehe auch:
- Musik im Nationalsozialismus
- Liste der vom NS-Regime oder seinen Verbündeten verfolgten Komponisten
- Kategorie:Musikwissenschaftler (Nationalsozialismus)

Noch immer nicht vollständig erforscht ist die Rolle der Musikwissenschaft im Nationalsozialismus und im sogenannten im Dritten Reich. Nach der Zwangsentlassung jüdischer Wissenschaftler übernahmen vielerorts überzeugte NSDAP-Mitglieder oder Gesinnungsgenossen die Institute und führten sie als willige Kunstvollstrecker im Sinne des Regimes. So fälschte etwa der Musikwissenschaftler Wolfgang Boetticher als Mitarbeiter im Sonderstab Musik im Einsatzstab Reichsleiter Rosenberg angebliche Briefe von Schumann an Mendelssohn im Sinne der nationalsozialistischen Ideologie. Die Musikwissenschaftler Theophil Stengel und Herbert Gerigk veröffentlichten das rassistische Lexikon der Juden in der Musik. Seit 1914 überzog der Antisemitismus in Deutschland auch das Werk Georg Friedrich Händels, indem seine Oratorien von Musikwissenschaftlern „arisiert“ wurden: Israel in Egypt wurde in Mongolensturm umbenannt, und Judas Maccabaeus – zunächst in Der Feldherr umfirmiert – kam von 1933 bis 1945 nur noch unter dem Titel Wilhelm von Nassau zur Aufführung.

#### Musikverlage
Auch deutsche Musikverlage brachten musikhistorische Schriften auf den Markt, welche die Stimmung dieser Zeit verstärkten. 1939 verlegte Breitkopf & Härtel, siebzig Jahre nach ihrem Ersterscheinen, Richard Wagners antisemitische Schrift Das Judenthum in der Musik.
Grundsätzlich spricht Richard Wagner jüdischen Künstlern jede Form von Originalität ab: Juden mögen ihr Handwerk virtuos beherrschen, das Ergebnis werde aber immer Täuschung, ja Lüge sein.

#### Reichsmusiktage
Auf den Reichsmusiktagen kamen viele Aspekte der Musik zur Sprache. Auch die Musikwissenschaft hatte ihr eigenes Format.
Bei der Eröffnung der Musikwissenschaftliche Tagung 1938, der größten Musiktagung des nationalsozialistischen Deutschlands, behauptete Propagandaminister Joseph Goebbels, dass Musik die ruhmreichste Kunst des deutschen Erbes sei. Es war zugleich die erste für die Öffentlichkeit sichtbare musikwissenschaftliche Tagung im NS-Staat.

#### Biographien zwischen 1933 und 1945
Die Geschichte der Musikwissenschaft in jener Zeit wird sichtbar in den Lebensläufen wichtiger Vertreter des Faches:
- Der Musikwissenschaftler Joseph Müller-Blattau übernahm eine Professur für Musikwissenschaft in Frankfurt am Main. Seit 1933 SA-Mitglied, forschte er für die Forschungsgemeinschaft Deutsches Ahnenerbe der SS über das Germanische Erbe in der deutschen Tonkunst. 1936 spielte er eine unrühmliche Rolle bei der Entfernung von Wilibald Gurlitt durch den nationalsozialistischen Rektor der Albert-Ludwigs-Universität Freiburg im Breisgau. 1937 wurde er zum Nachfolger Gurlitts berufen. Gemeinsam mit dem Tenor Reinhold Hammerstein nahm Blattau, der selbst Bariton sang, für den Rundfunk Kampflieder auf, wie „Erde schafft das Neue“ und „Heilig Vaterland“ von Heinrich Spitta oder „Es dröhnt der Marsch der Kolonne“ von H. Napiersky u. a.[15] 1941 wurde er an die Reichsuniversität Straßburg berufen.[16]

- Robert Lach war ein Mitglied der „Bärenhöhle“, einer antisemitischen universitären Geheimclique.[17] In einem Brief aus dem Jahr 1933 schreibt er: „Wer hätte vor drei Jahren zu hoffen gewagt, dass die Macht des Judentums so plötzlich und schnell gebrochen werden würde, wie dies Gottlob jetzt wenigstens in Deutschland … der Fall ist.“ Lach verzögerte zudem aufgrund rassistischer Motive die Ernennung von Egon Wellesz. Gleichzeitig lehnte er Paul Nettl als Gutachter ab, weil dieser ein „Volljude von reinstem Schlage“ gewesen sei.

- Friedrich Blume hielt 1938 bei den ersten Reichsmusiktagen das Grundsatzreferat Musik und Rasse – Grundlagen einer musikalischen Rasseforschung.

- Heinrich Besseler, Mitglied der SA und der NSDAP, forderte bei den Musiktagen der Hitlerjugend in Erfurt, „daß die Musikpflege der Universität vom Geist des neuen HJ-Liedes durchdrungen werden müsse“.[18]

- Werner Danckert wurde 1937 wurde ein Mitglied der NSDAP und Professor an der Musikhochschule Weimar.[19] Sodann arbeitete Danckert auch als Mitarbeiter der Hauptstelle Musik im Amt Rosenberg. An den Reichsmusiktagen in Düsseldorf 1938[20] hielt er einen Vortrag über Volkstum, Stammesart, Rasse im Lichte der Volkstumsforschung.[19] 1939 publizierte er das Buch Die ältesten Spuren germanischer Volksmusik.[19] 1943 erhielt er als Nachfolger von Herbert Birtner einen Lehrstuhl in Graz und eine apl. Professur in Berlin.[19]

- Fritz Bose habilitierte sich 1939 mit der Arbeit „Klangstile als Rassenmerkmale“.

- Karl Gustav Fellerer schrieb für die NS-Zeitschrift Musik im Kriege und pflegte große Nähe zum Nationalsozialismus, auch wenn er erst 1941 in die NSDAP eintrat.[21]

- Rudolf Gerber, der in der Zeit des Nationalsozialismus bereits 1935 mit einem Aufsatz über die Aufgaben der Musikwissenschaft im Dritten Reich in der Zeitschrift für Musik hervorgetreten war,[22] wurde auf Antrag vom 17. Oktober 1937 rückwirkend zum 1. Mai 1937 in die NSDAP aufgenommen (Mitgliedsnummer 5.863.193). Auf der Musikwissenschaftlichen Tagung im Rahmen der Reichsmusiktage hielt er am 26. Mai 1938 einen Vortrag über Volkstum und Rasse in der Persönlichkeit und Kunst von Johannes Brahms.

- Kurt Gudewill trat der NSDAP schon am 1. November 1929 („Alter Kämpfer“) bei. Er gehörte der SA (ab 1933), der HJ (ab 1940) und dem NS-Dozentenbund (ab 1942) an. Auf Vermittlung eines Musikerkollegen der Semlerschen Kapelle in Itzehoe bewarb sich der Militärmusik begeisterte Gudewill um 1933/34[23] erfolgreich auf die Stelle des zweiten[24] Tenorhornisten im Musikzug der Heider SA-Standarte 85 „Dithmarschen“. Diese war während der Novemberpogrome 1938 entscheidend an der Zerstörung der Synagoge in Friedrichstadt beteiligt.[25] Das Machwerk Lexikon der Juden in der Musik, eine Veröffentlichung des Instituts der NSDAP zur Erforschung der Judenfrage von 1940, besprach Gudewill wohlwollend in einer Rezension.

- Von 1935 bis 1942 war Max Seiffert Direktor des Staatlichen Instituts für deutsche Musikforschung, das er bereits seit 1921 kommissarisch als „Fürstliches Forschungsinstitut für Musikwissenschaft“ in Bückeburg geleitet hatte. Sein Nachfolger wurde Hans Albrecht, der das Institut bis zu dessen Schließung 1944 leitete. In den Jahren des Dritten Reichs erlebte das Institut einen Aufschwung, da die meisten Musikwissenschaftler, soweit sie nicht emigriert waren, bereitwillig den Nationalsozialismus unterstützten. Zuvor war Albrecht im Reichsministerium für Volksaufklärung und Propaganda, wo er bis 1939 Referent in der Abteilung X (Musik) war.[26]

- Walter Wiora beantragte am 19. Mai 1937 die Aufnahme in die NSDAP (Mitgliedsnummer 4.715.785).[27][28] 1940 schrieb er einen Beitrag zur Volksliedforschung in Alfred Rosenbergs Zeitschrift „Die Musik“ unter dem Titel: „Die Molltonart im Volkslied der Deutschen in Polen und im polnischen Volkslied“.[28] Wiora wurde 1941 habilitiert und 1942 Dozent an der Reichsuniversität Posen.[29] Gleichzeitig war er als Musikkritiker für die Zeitschrift „Das Reich“ tätig.

Einige akademische Musikwissenschaftler, unter anderem Herbert Birtner, Gotthold Frotscher, Wilhelm Heinitz, Felix Krueger (Musikpsychologe), Arthur Prüfer und Hermann Stephani, hatten im November 1933 das Bekenntnis der Professoren an den deutschen Universitäten und Hochschulen zu Adolf Hitler unterzeichnet.
Wieder andere waren unter den Schutz der Gottbegnadeten-Liste gestellt, eine im August 1944 in der Endphase des Zweiten Weltkrieges im Reichsministerium für Volksaufklärung und Propaganda unter Joseph Goebbels zusammengestellten Liste deutscher Künstler und Wissenschaftler, die dem nationalsozialistischen Regime wichtig erschienen und daher von diesem unter besonderen Schutz gestellt wurden. Dazu gehörten unter anderem die Musikwissenschaftler Wilhelm Heinitz, Werner Neumann und zeitweise Heinrich Strobel.

#### Entartete Musik
Der Begriff Entartete Musik (analog zu Entartete Kunst) bezeichnete während der Zeit des Nationalsozialismus vor allem die musikalische Moderne, die nicht der Ideologie der Nationalsozialisten entsprach. Begleitend zu den Reichsmusiktagen im Mai 1938 in Düsseldorf – bei deren Kulturpolitischer Kundgebung Richard Strauss sein Festliches Präludium (1913) dirigierte – organisierte Hans Severus Ziegler in Anlehnung an die Münchner „Ausstellung Entartete Kunst“ von 1937 die Ausstellung „Entartete Musik“, in der er gegen Jazz, Neue Musik und jüdische Künstler und Komponisten polemisierte und deren Entfernung er aus dem deutschen Musikleben forderte. Komponisten der Moderne wurden als so genannte Vertreter der Entarteten Musik oder auch der „Negermusik“ verunglimpft, verfemt und politisch verfolgt, darunter „nicht-arische“ Künstler wie Arnold Schönberg, Ernst Krenek, Kurt Weill, Hanns Eisler, Franz Schreker, Erwin Schulhoff und Ernst Toch, aber auch „arische“ Komponisten wie Anton Webern, Paul Hindemith und Igor Strawinsky. Auch die Werke bereits verstorbener Künstler wie Alban Berg waren betroffen.
Der Musikwissenschaftler Peter Raabe sorgte als Präsident der Reichsmusikkammer dafür, dass Vertreter der modernen Musik und vor allem die „nichtarischen“ Musiker entweder erst gar nicht in die RMK aufgenommen oder entlassen wurden. Das bedeutete für die betroffenen Musiker ein existenzbedrohendes Berufsverbot, weil eine Mitgliedschaft in der RMK Voraussetzung für eine Tätigkeit als Künstler war. Insgesamt sind mehr als 3000 von Raabe persönlich unterzeichnete Berufsverbote bekannt. Er war gegen die „Negermusik“ und die moderne Musik eines Alban Berg und Arnold Schönberg.
Weitere Beispiele für nationalsozialistische Musikwissenschaftler sind Ernst Bücken, Robert Haas, Werner Korte und Hans Joachim Moser.

### Deutschland 1945–2000

#### Last der Geschichte

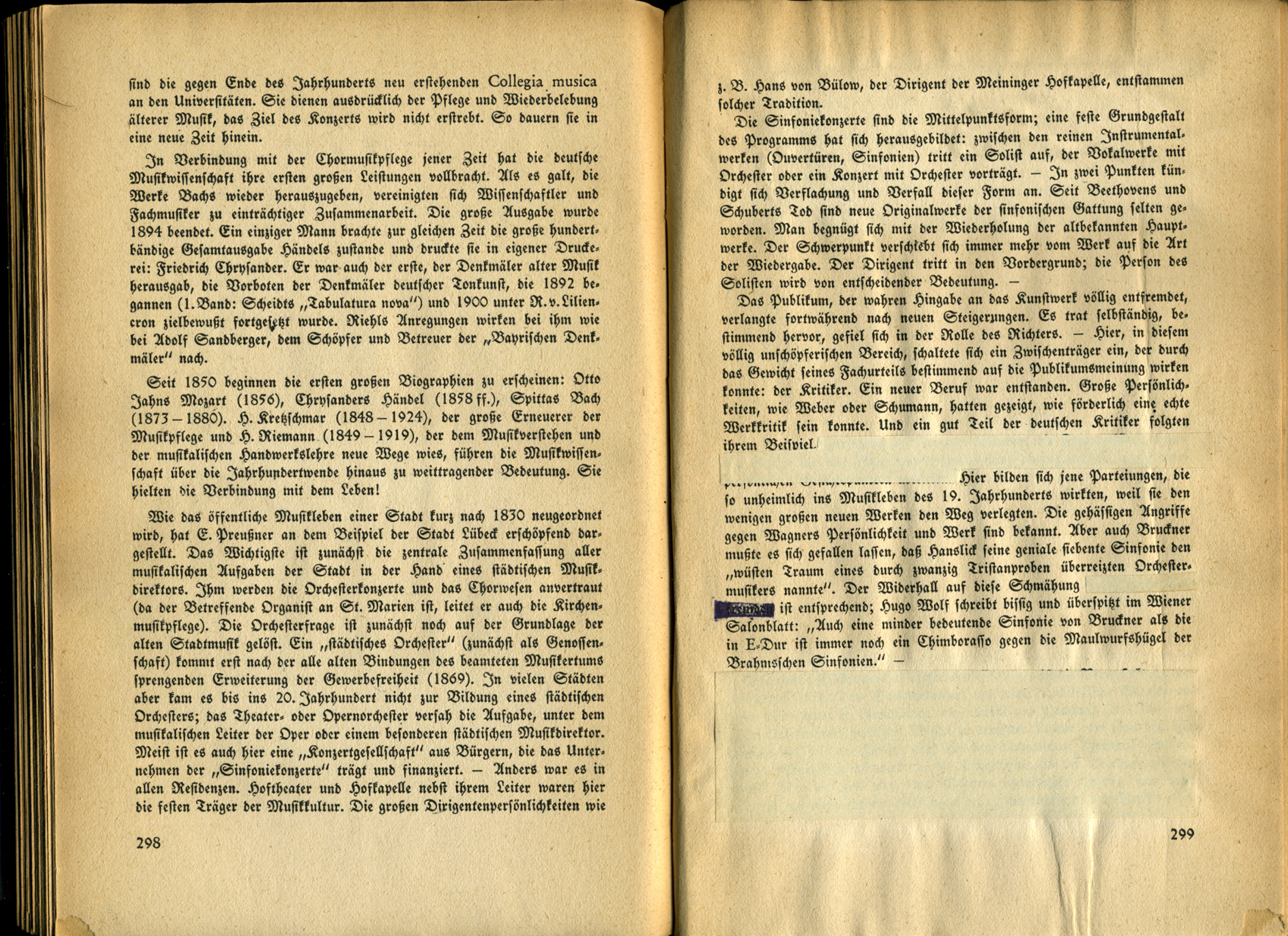
Um musikwissenschaftliche Bücher nach 1945 weiter verkaufen zu können, mussten Passagen mit NS-Ideologie überklebt oder geschwärzt werden. Hier zu sehen in der Geschichte der deutschen Musik von Joseph Müller-Blattau: Auf der rechten Seite hat der Verlag 1947 Passagen überklebt und ein Wort geschwärzt.

Die deutsche Geschichte aus der Zeit des Nationalsozialismus ging auch nach 1945 in den Einrichtungen der Musikwissenschaft nicht spurlos vorbei. Nach dem Zweiten Weltkrieg bestimmten viele belastete Musikwissenschaftler den Musikdiskurs sowohl in der Bundesrepublik als auch in der Deutschen Demokratischen Republik. Manche dieser Musikwissenschaftler waren zum Teil bis zum Ende des 20. Jahrhunderts publizistisch tätig. 
Für die DDR galt nicht nur im Blick auf die Musikwissenschaft: „Auch wenn sich die DDR während ihrer gesamten Existenz in ihrer Herrschaftsideologie ununterbrochen als antifaschistischer Staat legitimierte, sah die Lebenswirklichkeit einer entnazifizierten Gesellschaft grundlegend anders aus. Die SED griff beim Aufbau ihres sozialistischen Staates auch auf Angehörige von nationalsozialistischen Organisationen zurück – und zwar in einem außerordentlich hohen Maße.“
Dies prägte Biographien von Musikwissenschaftlern in beiden deutschen Staaten nach 1945, wie man an ausgewählten Lebensläufen zeigen kann:
- Otto Emil Schumann veröffentlichte 1940 „Die Geschichte der deutschen Musik“; in den 1980er Jahren folgten Standardwerke wie „Der große Konzertführer“ und das „Handbuch der Klaviermusik“. Zu den von Otto Schumann auch nach dem Zweiten Weltkrieg geschmähten Komponisten gehörten Felix Mendelssohn Bartholdy, Gustav Mahler, Paul Hindemith und Arnold Schönberg.

- Andere Musikwissenschaftler – z. B. Hans Schnoor – verbreiteten ihre antisemitischen Ausführungen zu Felix Mendelssohn Bartholdy weiter (Zitat: Mendelssohn, ein „Musikwunder ohne seelische Substanz“).

- Als Gösta Neuwirth Anfang der sechziger Jahre in Wien promovieren wollte und deshalb eine Arbeit zu Franz Schreker begann, wurde er vom Wiener Ordinarius für Musikwissenschaft Erich Schenk mit den harschen Worten abgefertigt: „Mit Juden gebe ich mich nicht ab!“[32] Auch Anton Webern lehnte Schenk als Dissertationsthema ab. Nachweislich war Schenk seit den 1930er-Jahren ausgeprägt antisemitisch eingestellt, eine Haltung, die er bis zu seinem Tod 1974 nicht korrigierte. Im Jahr 1950 wurde er zum Dekan der Philosophischen Fakultät gewählt und 1957 schließlich zum Rektor der Universität Wien.

- Wolfgang Boetticher, 1940 und 1941 beteiligt an der gewaltsamen Konfiszierung jüdischen Eigentums, lehrte bis 1998 an der Georg-August-Universität Göttingen. Nach Ende des Zweiten Weltkrieges wurde Boetticher 1948 Lehrbeauftragter in Göttingen, erhielt 1955 dort an der Universität eine Professur, wurde 1957 Direktor des Musikwissenschaftlichen Instituts Göttingen und war von 1972 bis 1974 Dekan der Philosophischen Fakultät. An der Karls-Universität Prag hatte er 1963 eine Gastprofessur.

- Friedrich Blume gehörte dem nationalsozialistischen Kampfbund für deutsche Kultur an. Bei der Musikwissenschaftlichen Tagung 1938 im Rahmen der Reichsmusiktage hielt Blume ein Grundsatzreferat über „Musik und Rasse“; der Vortrag erschien zunächst in Die Musik unter dem Titel Musik und Rasse. Grundfragen einer musikalischen Rasseforschung, später als Buch Das Rasseproblem in der Musik. Entwurf zu einer Methodologie musikwissenschaftlicher Rasseforschung.[33] 1946/47 war er einer der ersten Rektoren der Nachkriegszeit.[34][35] 1949 war er der Herausgeber der ersten Auflage des Musiklexikons Die Musik in Geschichte und Gegenwart.

- Heinrich Besseler folgte einem Ruf an das neueingerichtete Ordinariat für Musikwissenschaft an der Friedrich-Schiller-Universität Jena, er erhielt den Nationalpreis der DDR.

- Walther Siegmund-Schultze konnte ebenfalls vom Musikwissenschaftler im faschistischen Deutschland nach 1945 überwechseln auf Stellen in der Deutschen Demokratischen Republik. Zwischen dem Antrag auf Aufnahme in die Nationalsozialistische Deutsche Arbeiterpartei (1937) und seinem Antrag auf Aufnahme in die Sozialistische Einheitspartei Deutschlands (1948) liegen nur elf Jahre. Vom Rottenführer der SA (Mitglied ab 1934) bis zur Mitgliedschaft im Kulturbund der DDR (ab 1946) dauerte es zwölf Jahre. In Halle übernahm er die Direktorate der Institute für Musikwissenschaft und Musikerziehung. Von 1959 bis 1965 war er Dekan der Philosophischen Fakultät.

- Hans Pischner, Musikwissenschaftler und Cembalist, fand als zuletzt über Hundertjähriger äußerst konsequent einen sehr weiten und vielgestaltigen Weg vom Musiker im Nationalsozialismus[36] über die Funktionen des Opernintendanten und Kulturpolitikers in der DDR bis hin zum Mitglied des Zentralkomitees (ZK) der SED.[37] Er selbst gab in seiner Autobiografie zu, wie er das System während seiner Intendantenzeit geschickt manipulativ für sich nutzen konnte: „Ich kannte mich aus, konnte im allgemeinen meine Vorstellungen durchsetzen und wußte mir auch in komplizierten Situationen zu helfen. Wenn man es verstand, auf der Klaviatur der – auch untereinander nicht selten uneinigen – Apparate zu spielen, nicht zu viele Fragen zu stellen und damit unerwünschte Antworten zu provozieren, gab es Möglichkeiten, kunstfeindliche politische Strangulierungen zu unterlaufen, dem Gesinnungsterror zu entkommen.“[38]

- Hans Joachim Moser wurde 1938 stellvertretender Leiter der Reichsstelle für Musikbearbeitungen im Reichsministerium für Volksaufklärung und Propaganda; von 1940 bis 1945 war er deren Generalsekretär. Unter seiner Ägide vergab die Reichsstelle ab 1940 auch Aufträge zur „Arisierung“ der Oratorien von Georg Friedrich Händel.[39] Nach dem Krieg wirkte er von 1950 bis 1960 als Direktor am Städtischen Konservatorium in Berlin-West. 1963 wurde ihm die Mozartmedaille der Mozartgemeinde Wien verliehen.[40]

- Fritz Stein trat 1932 dem völkisch gesonnenen, antisemitischen Kampfbund für deutsche Kultur bei. Nach der „Machtergreifung“ der Nationalsozialisten wurde er Direktor der Staatlichen Musikhochschule Berlin. Als Bedingung für die Annahme des Postens hatte er die fristlose Entlassung von jüdischen Musikern wie Emanuel Feuermann gefordert. Weitere Forderung zum „künstlerischen Neuaufbau“ waren die fristlosen Entlassungen von Leonid Kreutzer und Ersatz durch Carl Adolf Martienssen.[41] Innerhalb des Kampfbunds für Deutsche Kultur wurde Stein im Juli 1933 Reichsleiter der Fachgruppe Musik[42], sowie Referent für Kirchenmusik und Chorwesen. Bereits 1933 war er Präsidialrat der Reichsmusikkammer. Im Mai 1933 war Fritz Stein als Leiter der „Interessengemeinschaft für das deutsche Chorgesangswesen“ mitverantwortlich für die Gleichschaltung aller Chöre, insbesondere der Arbeiterchöre unter einem Dachverband. In der Nachkriegszeit wurde Fritz Stein Präsident des Verbands für evangelische Kirchenmusik.

Viele Biografien, die nach 1945 geschrieben worden sind, verschwiegen wesentliche Details der Zeit vor 1945. In Rudolf Gerbers Selbstdarstellung in MGG Band 4 (1955) verbarg er seine Tätigkeiten für die NSDAP und betonte, dass er seit 1938 Mitglied der Akademie gemeinnütziger Wissenschaften zu Erfurt und seit 1952 Mitglied der Akademie der Wissenschaften in Göttingen war.
Andere Musikwissenschaftler fehlten im deutschsprachigen Raum, weil sie emigriert waren: Curt Sachs, Manfred Bukofzer, Mieczyslaw Kolinski, Otto Gombosi, Klaus Wachsmann, Hans Eppstein und Alfred Einstein gehörten dazu. Nach Europa blickte Einstein nach dem Krieg nur noch mit Argwohn: So lehnte er 1949 eine Einladung von der Freien Universität Berlin ab, weil er keine Sehnsucht nach einem „Besuch im Vierten Reich“ verspürte. Ebenso wies er im selben Jahr die Goldene Mozart-Medaille der Internationalen Stiftung Mozarteum Salzburg zurück, publizierte nicht mehr in Deutschland und verfolgte aufgebracht die Entnazifizierungsprozesse von Musikern und Wissenschaftlern.
Hanoch Avenary emigrierte 1936 von Berlin nach Palästina und wurde zu einem der Pioniere der Musikwissenschaft in Israel.

„Der vom Holocaust verursachte Verlust für die Musik ist eine Katastrophe, 
deren Ausmaß für immer unbekannt bleiben wird.“

#### Aufarbeitung der „Musik im Exil“
An manchen Instituten beginnt die systematischen Forschungsarbeit zum Thema „Musiker im Exil“. Die Arbeitsgruppe „Exilmusik“ (1985–2012) an der Universität Hamburg unter Leitung von Peter Petersen engagiert sich mit zahlreichen Forschungsprojekten, Konzerten, Ausstellungen, Tagungen und Buchpublikationen. 1993 erschien der von Hanns-Werner Heister, Claudia Maurer Zenck und Peter Petersen herausgegebene Band „Musik im Exil. Folgen des Nazismus für die internationale Musikkultur“. In Wien ist das Exilarte Zentrum an der mdw - Universität für Musik und darstellende Kunst Wien angesiedelt.

#### Themen und Aufgaben
Es tun sich aber auch andere und neue Themen auf: Frauen in der Musik ist ein in der Musikwissenschaft im Zuge der Frauenbewegung seit den 1970er Jahren verstärkt in den Blick gerücktes Begriffsfeld.
Bis 1945 beschäftigte sich die Musikwissenschaft praktisch nicht mit der Gegenwartsmusik; vielmehr spezialisierten sich die Fachvertreter vor allem auf einzelne ältere Epochen. Erst ab den 1960er Jahren wurde die Untersuchung der Musik des 20. Jahrhunderts in Angriff genommen. Für die Hinwendung insbesondere zur Neuen Musik war Rudolf Stephan (1925–2019) von großer Bedeutung. Stephan sah die Musikgeschichte als Teil der allgemeinen Kunst- und Kulturgeschichte.
Im Institut für Volksmusikforschung und Ethnomusikologie werden ab 1965 in Wien von Walter Deutsch die Volksmusikforschung und die Ethnomusikologie in einer Einrichtung zusammengeführt.
Musikalische Quellen werden neu erschlossen durch Errichtung neuer Archive und Forschungsstellen. Im 1972 gegründeten Heinrich-Schütz-Archiv werden möglichst vollständig Kopien von allen Quellen des Komponisten gesammelt. Inzwischen nennt sich die Einrichtung in Dresden mit einem deutlich erweiterten Auftrag Forschungsinstitut für mitteldeutsche Musikgeschichte.
1992 kommt es zur Errichtung eines Brahms-Institutes in Lübeck, um die Quellen zur Brahmsforschung zu sichern.
Das Sammeln und Dokumentieren von Komponisten der Gegenwart macht sich eine Arbeitsgruppe von Musikwissenschaftler seit 1992 zur Aufgabe.
Die Reihe neu gegründeter Fachgesellschaften hat die für die öffentliche Wahrnehmung der deutschen Musikwissenschaft seit der Nachkriegszeit so prägende Überblendung von Musikgeschichte, Philologie und musikalischer Analyse ausdifferenziert. Die methodische Vielfalt des Fachs wurde sichtbarer.

### 21. Jahrhundert
Die bislang geltenden Grenzen empirisch-experimenteller und kulturwissenschaftlich-historischer, aber auch musikethnologischer und popularmusikologischer Forschung verschieben sich. Die Rolle von Musikarchiven wird hinterfragt, das musikphilologische Arbeiten unter digitalen Vorzeichen muss neu ausgerichtet werden. Es wird gefragt, ob angesichts der methodisch offenen Situation noch verbindliche Normen gelten, ob neue Normen und Normierungen entstehen oder ob sich die Transformationsprozesse außerhalb von Normen vollziehen.
Die Musikforschung des 21. Jahrhunderts „zeigt sich als fragende Disziplin, die vielfältige Anregungen aufgreift, aber auch mit großen Herausforderungen konfrontiert ist, etwa in Gestalt des Anthropozän und posthumanistischer Theorien. Hier bestehen gesellschaftliche und kulturpolitische Erwartungen an das Fach: Es geht darum, Musik und musikalische Praxen im Spiegel dieser Entwicklungen theoriegeleitet zu reflektieren.“

## Musikwissenschaftliche Seminare und Institute an Hochschulen (Auswahl)
Die Musikwissenschaft als akademische Disziplin ist seit dem 19. Jahrhundert an Universitäten und Hochschulen angesiedelt. Dort geschieht Forschung, Reflexion und Lehre im Blick auf die Inhalte des Faches. 

### Ausbildungsstätten im deutschsprachigen Raum

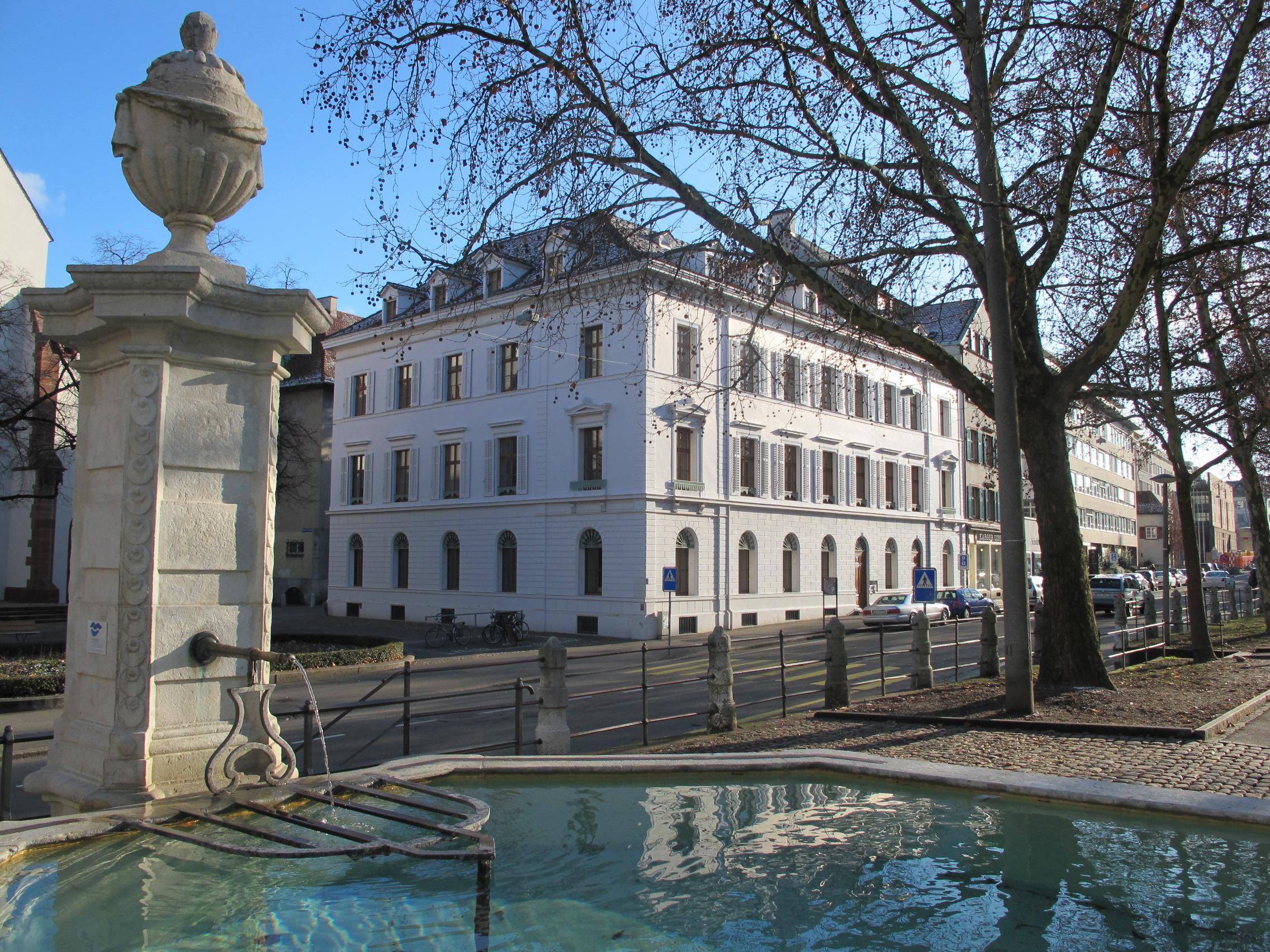
Das Musikwissenschaftliche Seminar der Universität Basel aus der Sicht vom Petersplatz

- Institut für Musikwissenschaft der Universität Leipzig: dieses Institut wurde 1908 als Collegium musicum von Hugo Riemann gegründet.
- Musikwissenschaftliches Seminar der Universität Basel: diese Einrichtung wurde 1912 als Seminar für Musikwissenschaft unter Federführung des Extraordinarius Karl Nef gegründet. 1923 wurde das Institut mit der Berufung Nefs zum Ordinarius den anderen Instituten der Fakultät gleichgestellt.
- Musikwissenschaftliches Seminar Detmold/Paderborn
- die Universität Mozarteum Salzburg besitzt eine Abteilung für Musikwissenschaft
- die Universität für Musik und darstellende Kunst Graz führt ein Institut für Musikologie
- die Hochschule für Musik Franz Liszt Weimar und die Friedrich-Schiller-Universität Jena betreiben seit dem Jahr 2000 ein gemeinsames Institut für Musikwissenschaft Weimar-Jena in Kooperation. 1948 trat zu den obligatorischen musiktheoretischen und musikgeschichtlichen Begleitfächern an der Weimarer Hochschule das eigenständige Studienfach Musikwissenschaft.
- die Humboldt-Universität zu Berlin beherbergt eines der ältesten Institute für Musikwissenschaft. Das gegenwärtige Institut wurde 2009 gegründet und vereint die Fachgebiete Musikwissenschaft und Medienwissenschaft in der Kultur-, Sozial- und Bildungswissenschaftlichen Fakultät.

### Ausbildungsziele
Musikwissenschaft wird in der Regel nicht berufsspezifisch, sondern akademisch gelehrt. So befähigen die Abschlüsse im Idealfall für ein breites und sich ständig änderndes Betätigungsfeld. Die akademische Qualifizierung im Fach Musikwissenschaft beschränkt sich nicht auf die Universitäten und Musikhochschulen, sondern sie kann in sehr vielfältige Bereiche der Bildung oder der Kultur- und Wissenschaftsverwaltung führen, ebenso zu Archiv- und Bibliothekswesen, Museum, Journalismus und Verlagswesen sowie zu Produktion und Management.

### Abschlüsse
1977 hat die Musikhochschule Detmold in Kooperation mit der Universität Paderborn ein gemeinsames Musikwissenschaftliches Seminar gegründet, in dem das Promotionsrecht ausgeübt werden konnte. In den 1980er Jahren setzten weitere Musikhochschulen ihr eigenes Promotionsrecht in Gang, zunächst in West-Berlin, Hannover und Köln, inzwischen nahezu überall. 
Mit der Bologna-Reform haben sich über die Promotion hinaus auch zunehmend musikwissenschaftliche Bachelor- und Master-Studiengänge sowohl an zahlreichen Musikhochschulen als auch an vielen Universitäten verbreitet.

### Internationale Institute (Auswahl)
- Kastamonu Üniversitesi, Kastamonu, Türkei
- University of Leeds, Großbritannien
- Universität Örebro, Örebro, Schweden
- Pariser Konservatorium, Frankreich
- Philosophische Fakultät der Karls-Universität, Prag, Tschechien
- Universität Utrecht, Niederlande
- Musikinstitut Warschau, Polen
- Universität Wien, Österreich

## Prägende Musikwissenschaftler

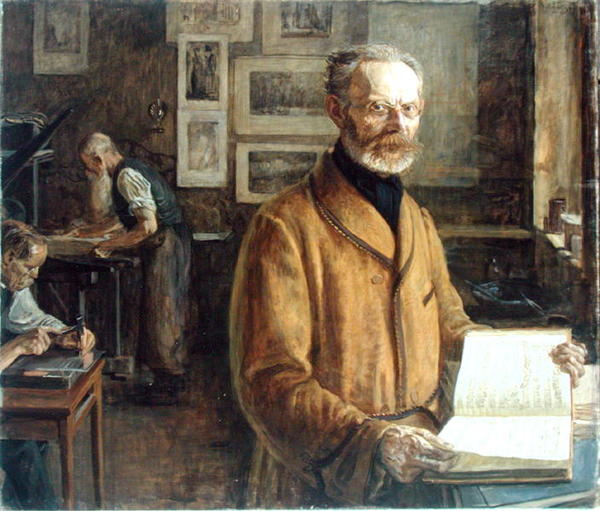
Der Musikhistoriker Friedrich Chrysander, Gemälde von Leopold von Kalckreuth (1901)

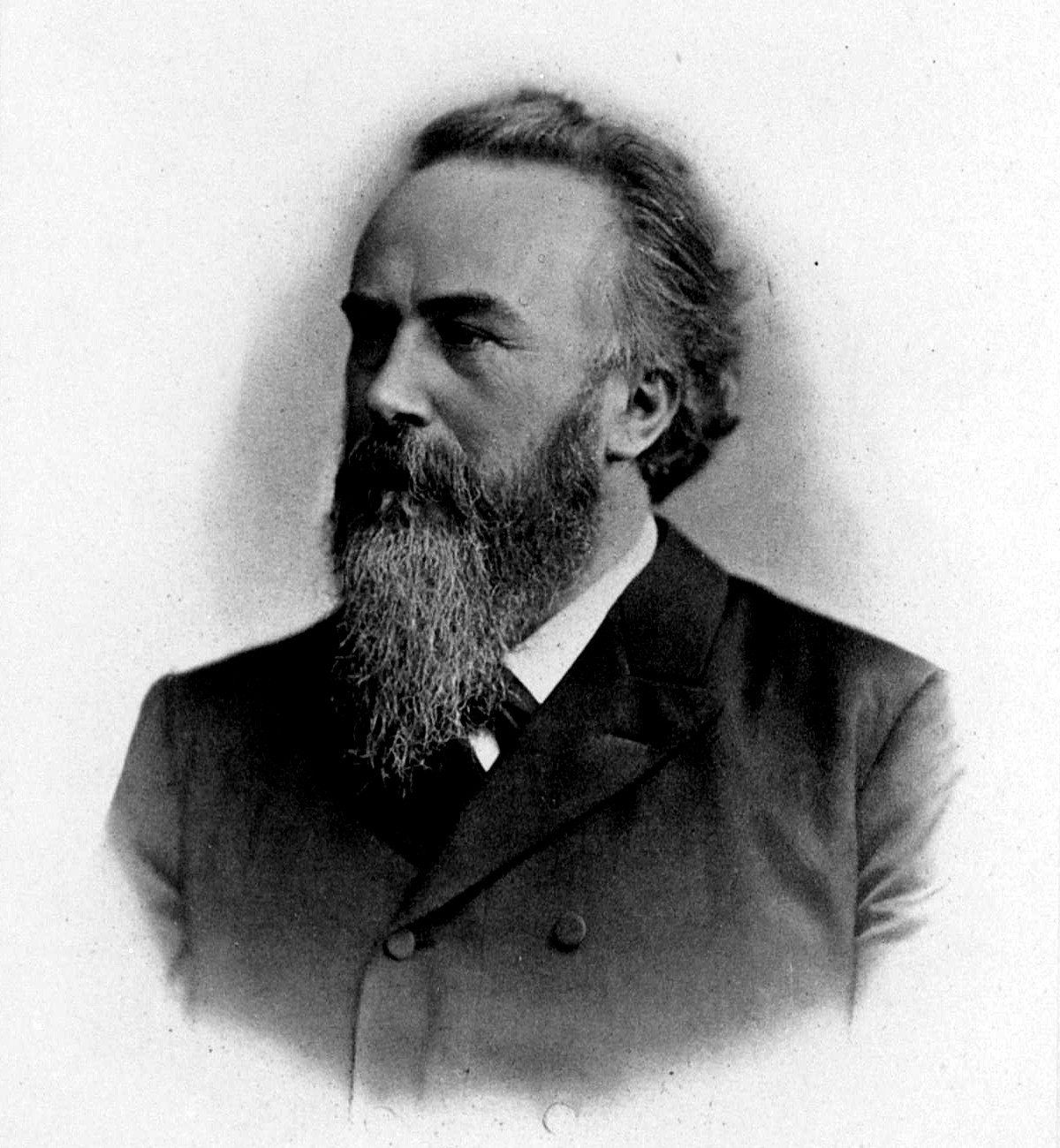
Philipp Spitta

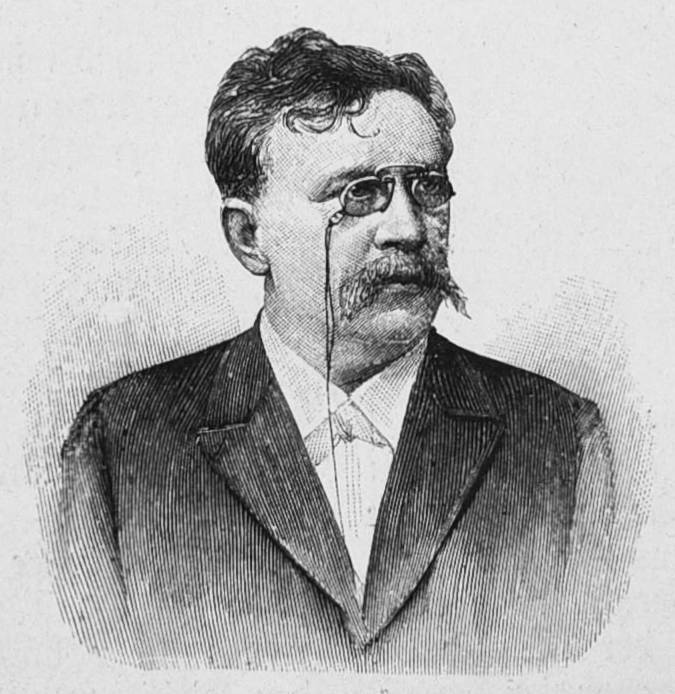
Hermann Kretzschmar 1897 in seiner Zeit als Universitätsmusikdirektor in Leipzig

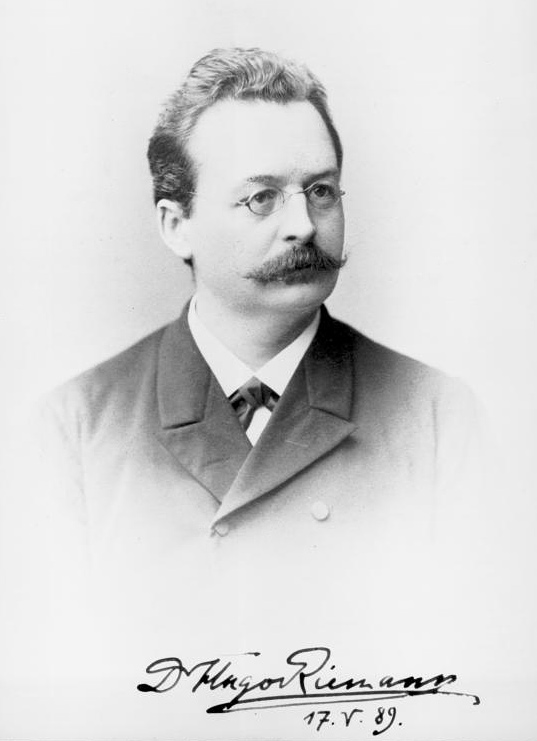
Hugo Riemann 1889 als Privatdozent

Als eigenes wissenschaftliches Fach wurde die Musikwissenschaft nach und nach erst im 19. Jahrhundert geformt und ausgestaltet, so dass man die Begründer des modernen Faches ebenfalls erst ab dem 19. Jahrhundert finden und benennen kann.

### Adolph Bernhard Marx (1795–1866)
Adolph Bernhard Marx wurde 1830 Musikprofessor der Friedrich-Wilhelms-Universität Berlin und 1832 Universitätsmusikdirektor. Er war Gründungsmitglied des Berliner Tonkünstlervereins, des ersten Tonkünstler-Berufsverbands auf deutschem Boden. Marx erwarb sich als musikwissenschaftlicher Autor, als Verfasser einer Beethoven-Biografie, des Buches Gluck und die Oper und als Herausgeber der Werke Händels und Bachs Ansehen. Ein fundamentaler Beitrag zur Musiktheorie sind seine Definitionen der Sonaten(haupt)satzform und ihrer Bestandteile. Der Begriff „Sonatenform“ als ideales, von Gattungskriterien (Sinfonie, Quartett etc.) abstrahiertes Modell erscheint in ausführlicher Beschreibung erstmals in seiner Kompositionslehre (Die Lehre von der musikalischen Komposition, Leipzig 1837–1847). Marx’ Kompositionslehre etablierte die Begriffe „Exposition“, „Hauptsatz“, „Modulationsteil“, „Seitensatz“ und „Schlussgruppe“. 1824 begründete er die Berliner Allgemeine Musikalische Zeitung, die er bis 1830 herausgab.

### Friedrich Chrysander (1826–1901)
Friedrich Chrysander war der große Händel-Forscher des 19. Jahrhunderts (Herausgabe der ersten Gesamtausgabe von Händels Werken und einer fragmentarischen mehrbändigen Biografie Händels). Chrysander hatte schon vor der Vierteljahrsschrift für Musikwissenschaft andere maßgebliche Musikzeitschriften redigiert: Die Leipziger Allgemeine musikalische Zeitung in den Jahren 1868 bis 1871 und 1875 bis 1882 sowie die in zwei Bänden (1863 und 1867) erschienenen Jahrbücher für musikalische Wissenschaft, die als Vorläufer der Vierteljahrsschrift anzusehen sind. Auch die Initiative zur Gründung der Vierteljahrsschrift scheint von ihm ausgegangen zu sein, und er hatte nach längerer Vorbereitungszeit in dem Bach-Forscher und Berliner Musikprofessor Spitta wie in dem Prager Musikwissenschaftler Adler die geeigneten Partner gefunden, mit denen ein streng wissenschaftliches Periodikum zu gründen und zu leiten möglich war. Das Geflecht seiner Beziehungen und Korrespondenzen mit Musikern und Wissenschaftlern seiner Zeit war groß.

### Gustav Jacobsthal (1845–1912)
Gustav Jacobsthal gehörte zu den Musikhistorikern, die im ausgehenden 19. Jahrhundert die Musik des Mittelalters wissenschaftlich erforschten und wieder zugänglich machten. 1872 wurde er an der neu gegründeten Kaiser-Wilhelm-Universität Straßburg habilitiert und unterrichtete dort zunächst als Privatdozent für Geschichte und Theorie der Musik, 1875 als außerordentlicher, ab 1897 als einziger ordentlicher Professor für Musikwissenschaft im Deutschen Reich. Zur Vokalpolyphonie des 16. Jahrhunderts (Palestrinas weltliche Madrigale), zur Operngeschichte (sowohl Monteverdis L’Orfeo als auch Mozarts Kindheitsopern und Idomeneo) sowie zur Instrumentalmusik (Haydns, Mozarts und Beethovens Streichquartette; Carl Philipp Emanuel Bachs Württembergische Sonaten) hinterließ er Analysen.

### Philipp Spitta (1841–1894)
Philipp Spitta war ein fleißiger Bach-Forscher. Ab 1875 wurde er Musikprofessor an der Berliner Universität und administrativer Direktor der Musikhochschule (an der Seite Joseph Joachims als künstlerischem Leiter) in Berlin. Er begann als ausgebildeter und zunächst auch praktizierender Altphilologe und wechselte dann zur Musikforschung mit ausgesprochen philologischer Prägung. Er war ein sammel- und publikationsfreudiger Musikforscher mit einem breiten Blickfeld auf Gegenstände aus der Antike bis zur Mitte des 19. Jahrhunderts. In die Volkslied-Forschung war er engagiert. In der Leitung der Vierteljahrsschrift für Musikwissenschaft war er federführend. Neben seiner Bach-Biographie wurde er durch eine Gesamtausgabe der Orgelwerke Dietrich Buxtehudes und der Werke von Heinrich Schütz bekannt. Zusammen mit Friedrich Chrysander und Guido Adler gab er seit 1885 die Vierteljahrsschrift für Musikwissenschaft, erschienen in Leipzig, heraus. Philipp Spitta gilt heute als einer der Begründer der modernen Musikwissenschaft.

### Guido Adler (1855–1941)
Guido Adler stammte aus Mähren und war ursprünglich juristisch ausgebildeter, dann in Musikwissenschaft promovierter und habilitierter Musikprofessor. Zuerst lehrte er ab 1885 in Prag, dann von 1898 bis 1927 auf dem Wiener Ordinariat als Nachfolger von Eduard Hanslick. Er führte die Periodisierung der Musikgeschichte nach Stilbegriffen in die Musikwissenschaft ein, entwickelte ihre Aufgabenstellung und Methodik, betätigte sich als Editor und gab nach seiner Emeritierung ein mehrbändiges Handbuch zur Musikgeschichte heraus, das seinen Prinzipien folgte.

### Hermann Kretzschmar (1848–1924)
Hermann Kretzschmar war von 1887 bis 1904 in Leipzig als Universitätsmusikdirektor tätig. Im Jahr 1890 wurde er zum außerordentlichen Professor ernannt. Er gründete 1890 die Leipziger Akademischen Konzerte, die er bis 1895 leitete. 1904 wurde er als ordentlicher Professor der Musik an die Berliner Friedrich-Wilhelms-Universität berufen. Eines seiner Fachgebiete war die Hermeneutik im Blick auf das Verstehen von Musik.

### Hugo Riemann (1849–1919)
Hugo Riemann gehört zu den markantesten und bedeutendsten Persönlichkeiten unter den Musikwissenschaftlern. 1901 wurde er zum außerordentlichen, 1905 zum planmäßigen Professor an der Universität Leipzig berufen. Schließlich wurde er 1908 Direktor des von ihm gegründeten musikwissenschaftlichen Instituts (Collegium musicum). 1911 wurde Riemann in Leipzig Honorarprofessor und schließlich 1914 Direktor des von ihm gegründeten „Staatlich sächsischen Forschungsinstituts für Musikwissenschaft“. Seine größten Verdienste hat er errungen auf dem Gebiet der Musiktheorie. Zu fast allen Bereichen hat er wesentliche Beiträge geliefert, zu vielen musikalischen Fachbegriffen Abhandlungen geschrieben. Sein wohl bekanntestes Werk, das Riemann Musiklexikon, ist bis heute ein anerkanntes Standardwerk.

### Peter Wagner (1865–1931)
Peter Wagner schuf Beiträge zur Erforschung des lateinischen einstimmigen liturgischen Gesangs (Gregorianik). 1927 wurde er 1. Präsident der Internationalen Gesellschaft für Musikwissenschaft. Er war Mitglied der Schwedischen Akademie der Tonkunst und der Deutschen Akademie in München. Aus Wagners Habilitationsschrift entstand das dreibändige Standardwerk zur Choralforschung Einführung in die Gregorianischen Melodien. Seine wissenschaftlichen Choralforschungen galten als richtungsweisend.

### Friedrich Ludwig (1872–1930)
Der Name von Friedrich Ludwig ist eng verbunden mit der Erforschung und Neuentdeckung der Musik des Mittelalters im 20. Jahrhundert, insbesondere mit der Kompositionstechnik der isorhythmischen Motette in der Ars nova. Für ungefähr ein Jahrzehnt unternahm er zahlreiche Reisen durch Europa, die ihm zur Erforschung der Quellen mittelalterlicher Musik dienten. 1905 habilitierte er sich und wurde Nachfolger des gleichzeitig emeritierten Gustav Jacobsthal, ab 1910 als Außerordentlicher Professor für Musikgeschichte. Nach dem Ende des Ersten Weltkriegs wurde er aus dem nun zu Frankreich gehörenden Straßburg ausgewiesen. Ab 1920 war er Ordentlicher Professor an der Georg-August-Universität Göttingen, deren Rektor er 1929/30 wurde. Zu Ludwigs Leistungen zählen die Erforschung des Organums, die Entzifferung der frühen Quadratnotation, die Entdeckung der Modalrhythmik in einstimmigen Liedern des 13. Jahrhunderts, die systematische Darstellung der Notre-Dame-Epoche und der Motettenkompositionen der Ars nova. Dabei übertrug er eine Vielzahl mehrstimmiger Werke bis ins 15. Jahrhundert hinein und publizierte sie in kritischen Editionen. Ludwig entdeckte das Kompositionsprinzip der Isorhythmie, deren Bezeichnung er auch prägte.

### Erich Moritz von Hornbostel (1877–1935)
In Berlin wurde Erich Moritz von Hornbostel am Psychologischen Institut Assistent des Psychologen Carl Stumpf, der auf dem Gebiet der Tonpsychologie forschte. Hornbostel arbeitete beim Aufbau des Berliner Phonogramm-Archivs mit, das er bis 1933 leitete. Gemeinsam mit Curt Sachs entwickelte er ein System zur Klassifizierung von Musikinstrumenten, das als Hornbostel-Sachs-Systematik bekannt ist. Er leistete Pionierarbeit bei der Erforschung afrikanischer und asiatischer Musik und entwarf ein System zur schriftlichen Aufzeichnung dieser Musik. Als „Halbjude“ 1933 seiner Ämter enthoben, emigrierte von Hornbostel in die Schweiz, später in die USA.

### Curt Sachs (1881–1959)
Curt Sachs hat sich 1919 an der Berliner Universität mit dem Handbuch der Musikinstrumentenkunde habilitiert. Bereits 1913 erschien sein Reallexicon der Musikinstrumente, das einflussreichste Lexikon über historische und weltweit verbreitete Musikinstrumente. Ab September 1920 wurde er Direktor der Sammlung alter Musikinstrumente bei der Staatlichen akademischen Hochschule für Musik in Berlin-Charlottenburg. 1928 wurde er etatsmäßiger Professor an der Universität Berlin, seit 1926 lehrte er zusätzlich Instrumentenkunde an der Staatlichen Akademie für Kirchen- und Schulmusik in Berlin. Er bemühte sich intensiv, die umfangreiche Kollektion der Musikinstrumentensammlung der Öffentlichkeit und der Wissenschaft zugänglich zu machen. 1933 wurde Sachs als Jude von den Nationalsozialisten seines Amtes enthoben. Er emigrierte daraufhin in die Vereinigten Staaten. Dort lehrte er von 1937 bis 1953 an der New York University und arbeitete außerdem für die New York Public Library und das Metropolitan Museum of Art. Sein Buch The history of musical instruments (1940) ist ein bedeutendes Werk zum Thema. Darin werden die Instrumente nach Kulturen und die europäischen Instrumente gesondert nach Kulturperioden eingeteilt.

## Fachverbände
Die Gesellschaft für Musikforschung ist ein Fachverband der in Studium, Forschung und Lehre tätigen Musikwissenschaftler und Institute. Sie hat rund 1600 Mitglieder (Stand 2021). Sitz des Vereins ist Kassel (Hessen). Die Gesellschaft wurde 1946 gegründet, nachdem es schon eine Vorgängerinstitution gegeben hatte.
Die International Musicological Society (IMS) (Deutsch: Internationale Gesellschaft für Musikwissenschaft) ist eine am 30. September 1927 in Basel gegründete Organisation für die internationale Koordination der Musikwissenschaft.
Die Österreichische Gesellschaft für Musikwissenschaft ist ein musikwissenschaftlicher Fachverband mit österreichischen und ausländischen Mitgliedern. Die Gründung des Verbandes erfolgte im Jahr 1973.
Als regionaler Verband mit musikhistorischem Schwerpunkt zeigt sich die Gesellschaft für Bayerische Musikgeschichte, gegründet 1957.
Als interdisziplinär arbeitender Verband trat ab 1983 die Deutsche Gesellschaft für Musikpsychologie hervor, die vor allem Musikwissenschaft und Psychologie in einen Austausch und Dialog bringen möchte.

## Fachzeitschriften

### 19. Jahrhundert

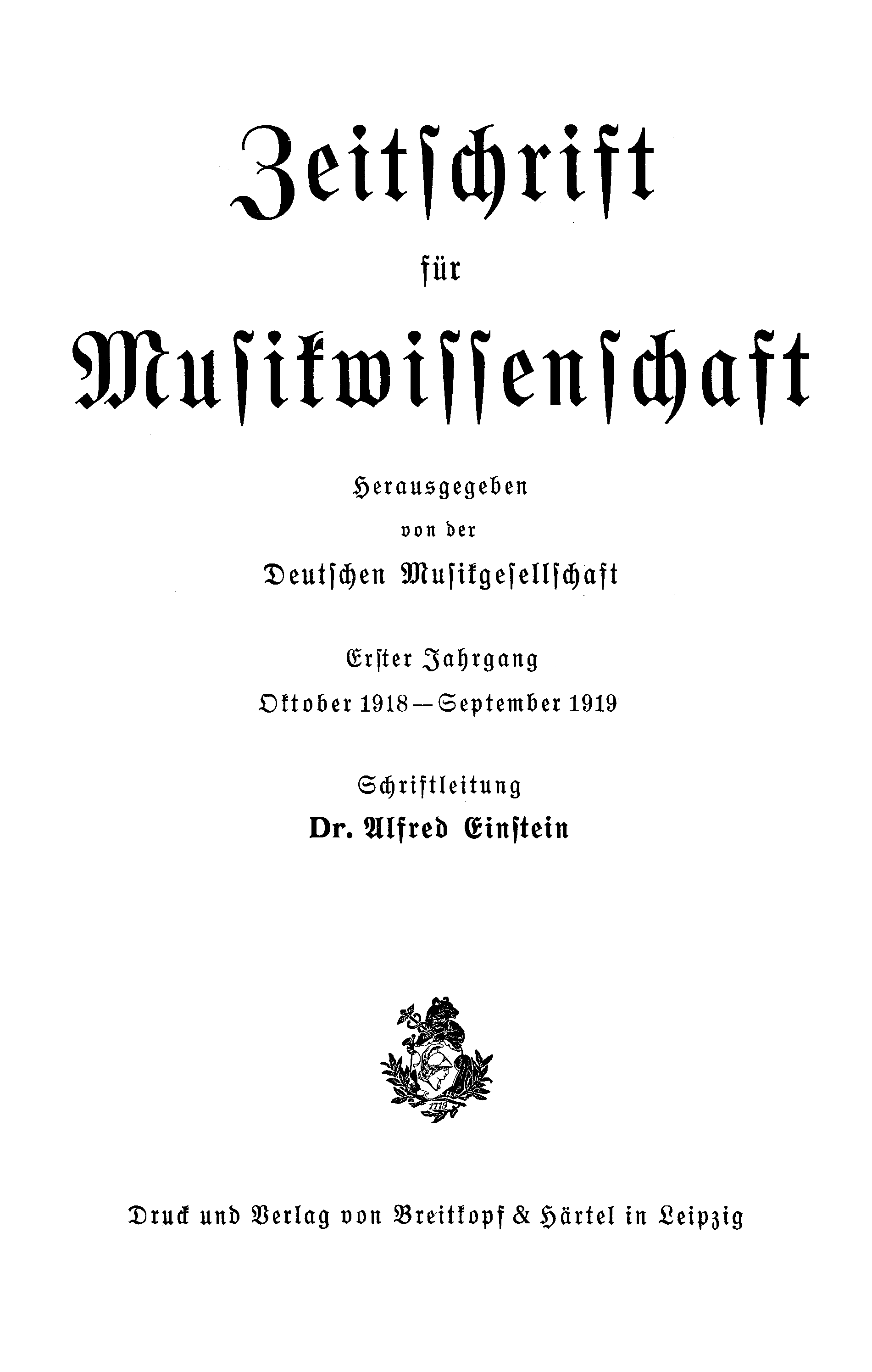
Die Zeitschrift für Musikwissenschaft war eine der ersten musikwissenschaftlichen Fachzeitschriften, die von 1918 bis 1935 im Verlag Breitkopf & Härtel, Leipzig, erschienen ist, hier die Ausgabe von 1918

Die Allgemeine musikalische Zeitung (kurz AmZ) zählt neben der Neuen Zeitschrift für Musik zu den bedeutendsten Musikfachblättern des 19. Jahrhunderts.
Die Vierteljahrsschrift für Musikwissenschaft stellt eines der wichtigsten Zeugnisse dar für die Bemühungen der deutschsprachigen Musikwissenschaft, sich institutionell an den Universitäten zu festigen und publizistisch als fleißig arbeitende Kulturwissenschaft hervorzutreten. Der Anspruch eines ständigen Autorenkreises ist spürbar, offene und brennende Fragen der systematischen und historischen Musikforschung einer Lösung zuzuführen.

### 20. Jahrhundert
Die Musikforschung ist eine musikwissenschaftliche Zeitschrift, die im Auftrag der Gesellschaft für Musikforschung herausgegeben wird. Seit 1948 erscheint sie im Bärenreiter-Verlag. In ihr werden wissenschaftliche Beiträge aus Musikgeschichte, Musiktheorie und Musikpraxis veröffentlicht, wodurch die Zeitschrift zu einem wichtigen Forum der deutschen Musikwissenschaft geworden ist.
Die Zeitschrift für Musikwissenschaft war eine musikwissenschaftliche Fachzeitschrift, die von 1918 bis 1935 im Verlag Breitkopf & Härtel, Leipzig, erschien. Herausgeber war die Deutsche Musikgesellschaft bzw. Deutsche Gesellschaft für Musikwissenschaft.
Das Archiv für Musikwissenschaft ist eine deutsch- und englischsprachige musikhistorische und musikwissenschaftliche Fachzeitschrift, das Artikel sowohl von bekannten Wissenschaftlern als auch von Nachwuchswissenschaftlern veröffentlicht.
Die Tonkunst ist ein Magazin für klassische Musik und Musikwissenschaft, das vom gleichnamigen Verein mit Sitz in Weimar herausgegeben wird.
Neben der theologischen Ausrichtung hat Musik und Kirche auch eine musikwissenschaftliche. Ihr Ausgang ab 1929 war die Bach- und Schütz-Renaissance, die Orgelbewegung und die Singbewegung mit einer Tendenz zur Alten Musik.

## Musikwissenschaftliche Reihen und Jahrbücher

### Kölner Beiträge zur Musikforschung
Die Kölner Beiträge zur Musikforschung (KBMf) ist eine der ältesten noch erscheinenden Musikbuchreihen in Deutschland. Als vorrangig monografische Reihe wurde sie 1938 von dem Kölner Musikwissenschaftler Theodor Kroyer gegründet und erscheint im Gustav Bosse Verlag. Seit 2004 erscheinen die Kölner Beiträge zur Musikforschung unter dem Namen Kölner Beiträge zur Musikwissenschaft (KBMw).

### Schütz–Jahrbuch
Das Schütz-Jahrbuch ist ein seit 1979 jährlich erscheinender Aufsatzband mit musikwissenschaftlichen Abhandlungen über die Musik und Musikkultur im 17. Jahrhundert, bevorzugt im Umkreis des Komponisten Heinrich Schütz. Die Beiträge werden zumeist in deutscher, vereinzelt auch in englischer Sprache veröffentlicht.

### Jahrbuch Musikpsychologie
Seit 1984 erscheint das von Klaus-Ernst Behne, Günter Kleinen und Helga de la Motte-Haber gegründete Jahrbuch Musikpsychologie. Es wird von der Deutschen Gesellschaft für Musikpsychologie (DGM) herausgegeben und erscheint seit 2018 als Online-First-Publikation mit OpenAccess-Zugriff beim Leibniz-Zentrums für Psychologische Information und Dokumentation (ZPID).

### Jahrbuch für Liturgik und Hymnologie
Das Jahrbuch für Liturgik und Hymnologie (JLH) ist ein wissenschaftliches Periodikum mit Aufsätzen, Arbeitsberichten und Rezensionen zur Liturgiewissenschaft und Hymnologie aus evangelisch-lutherischer Perspektive in ökumenischem Horizont.

### Testcard
Der Mainzer Ventil Verlag gibt seit 1995 die Reihe Testcard heraus, die sich mit Populärer Musik und Popkultur beschäftigt.

## Musikbibliotheken und Archive
Musikbibliotheken mit Sammlungsschwerpunkt Musiktonträger und Musikalien sind wesentlich für die Arbeit in der Musikwissenschaft. Von den 24 Musikhochschulen in Deutschland verfügen vor allem diejenigen über einen musikwissenschaftlichen Sammelschwerpunkt, die das Promotionsrecht besitzen.
Beispiele für große Musikbibliotheken und Institute mit entsprechenden Bibliotheken sind:
- Bibliothek des Conservatorio Benedetto Marcello
- Bibliothek der Stiftung Händel-Haus
- Internationales Musikinstitut Darmstadt
- Sudetendeutsches Musikinstitut

Das Staatliche Institut für Musikforschung – Preußischer Kulturbesitz (SIMPK) ist eine breit aufgestellte musikwissenschaftliche Forschungseinrichtung für Musikinstrumentenkunde, Musikgeschichte und Musiktheorie in Berlin, das zugleich das Musikinstrumenten-Museum Berlin betreibt.